# Ivanivske
Ivanivske (ucraïnès: Іванівське), conegut com a Krasne (ucraïnès: Кра́сне) abans de 2016, és un petit poble (selo) a l'est d'Ucraïna, situat a la regió de Bakhmut, óblast de Donetsk. Es troba 6 quilometres (3.7 mi) a l'oest de Bakhmut.

## Història
Ivanivske va ser fundada al segle XVIII com a datxa de Bakhmut pel protopapa Ivan Lukyanov. El protopapa era conegut pel seu lideratge espiritual, i molts cosacs van anar a la seva granja per rebre consells per treballar pel bé de la salvació espiritual.
El 1776, les terres de la granja van ser donades al tinent coronel Ivan Vasylyovych Shabelsky, que va fundar l'assentament d'Ivanivka sobre les seves noves possessions. El poble va continuar creixent i el 1859 tenia 667 habitants, 87 masos, una església ortodoxa, una fàbrica i tres fires a l'any. El 1886, la població havia crescut fins als 767, amb 135 masos, una església ortodoxa, un banc i dues fires a l'any. L'any 1908 el poble tenia 1.473 habitants.
Segons els registres, com a resultat del genocidi de l'Holodomor, 52 residents d'Ivanivske van morir. La història del poble també s'entrellaça amb els túmuls funeraris de l'edat del bronze, que es troben a prop del poble.
El 7 de febrer de 2023, durant la invasió russa d'Ucraïna, es van produir combats prop del poble. El 9 de setembre del 2023 van morir mentres es desplaçaven per ajudar els civils d'aquesta població la cooperant catalana Emma Igual juntament amb Anthony Tonko Ihnat, i dos cooperants més van patir ferides greus. El poble es troba a la primera línia de la batalla de Bakhmut en curs.

## Demografia
Segons el cens d'Ucraïna de 2001, el poble tenia una població de 1732 habitants, dels quals el 62,7% parlava ucraïnès, el 36,66% parlava rus i el 0,64% parlava altres idiomes.